# シャインアーツ
株式会社シャインアーツ（ShineArts,Inc.）は、日本の芸能事務所である。

## 事業目的
- 各種芸能アーティストの養成とマネージメント[1]
- 各種芸能の企画、制作、実演、興業[1]
- アーティストに関する商品の製作と権利の管理[1]
- 全各号に付帯する一切の業務[1]

## 所属タレント
- センチメンタル・シティ・ロマンス[2]
- PALU[3]
- 石井一二[4]
- ゆうり[5]
- グ・スーヨン[6]